# Kees van Dongen

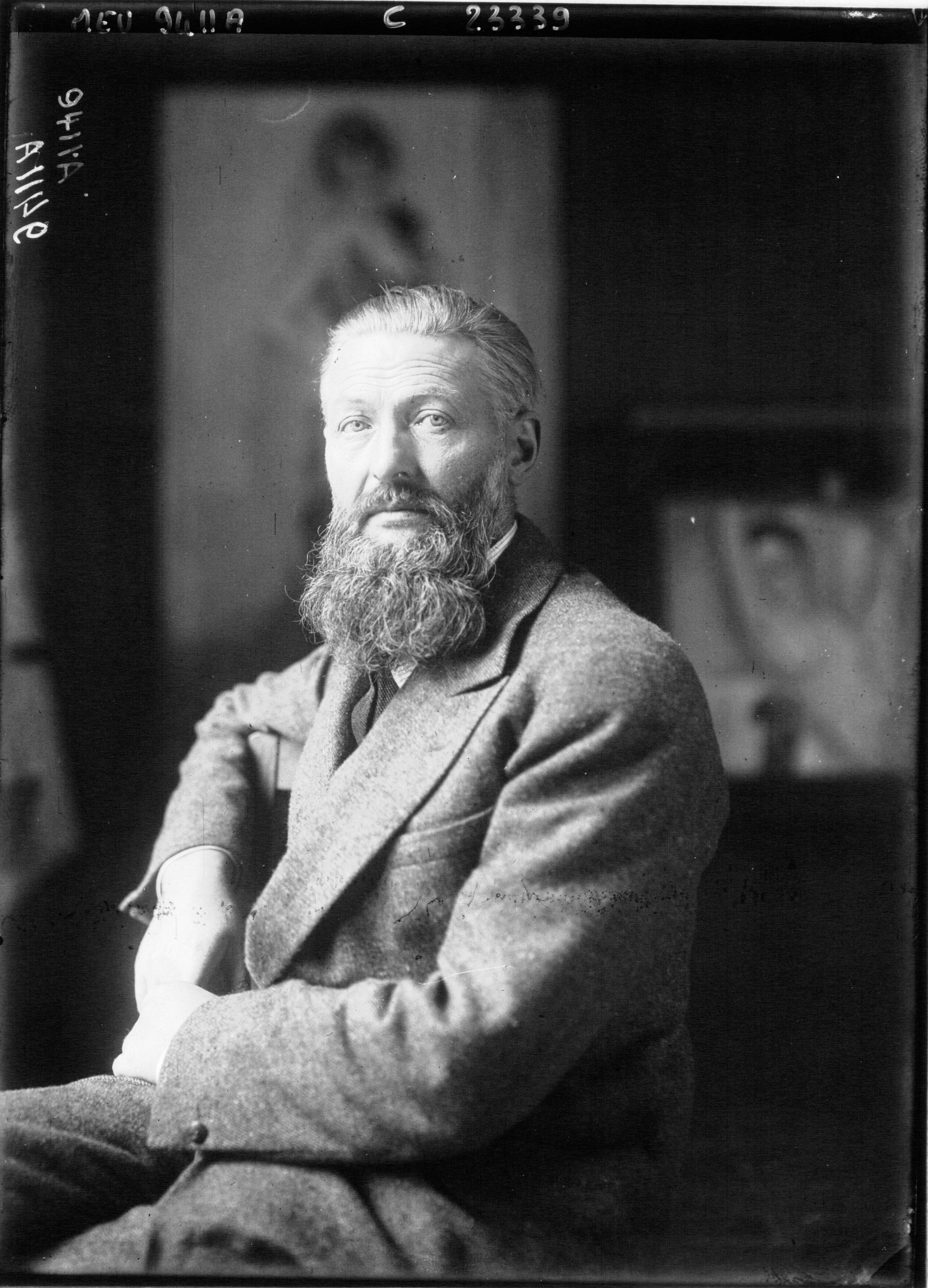
Kees van Dongen in 1923

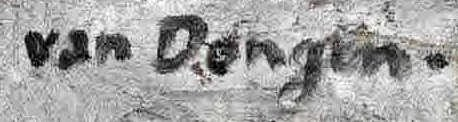
Handtekening

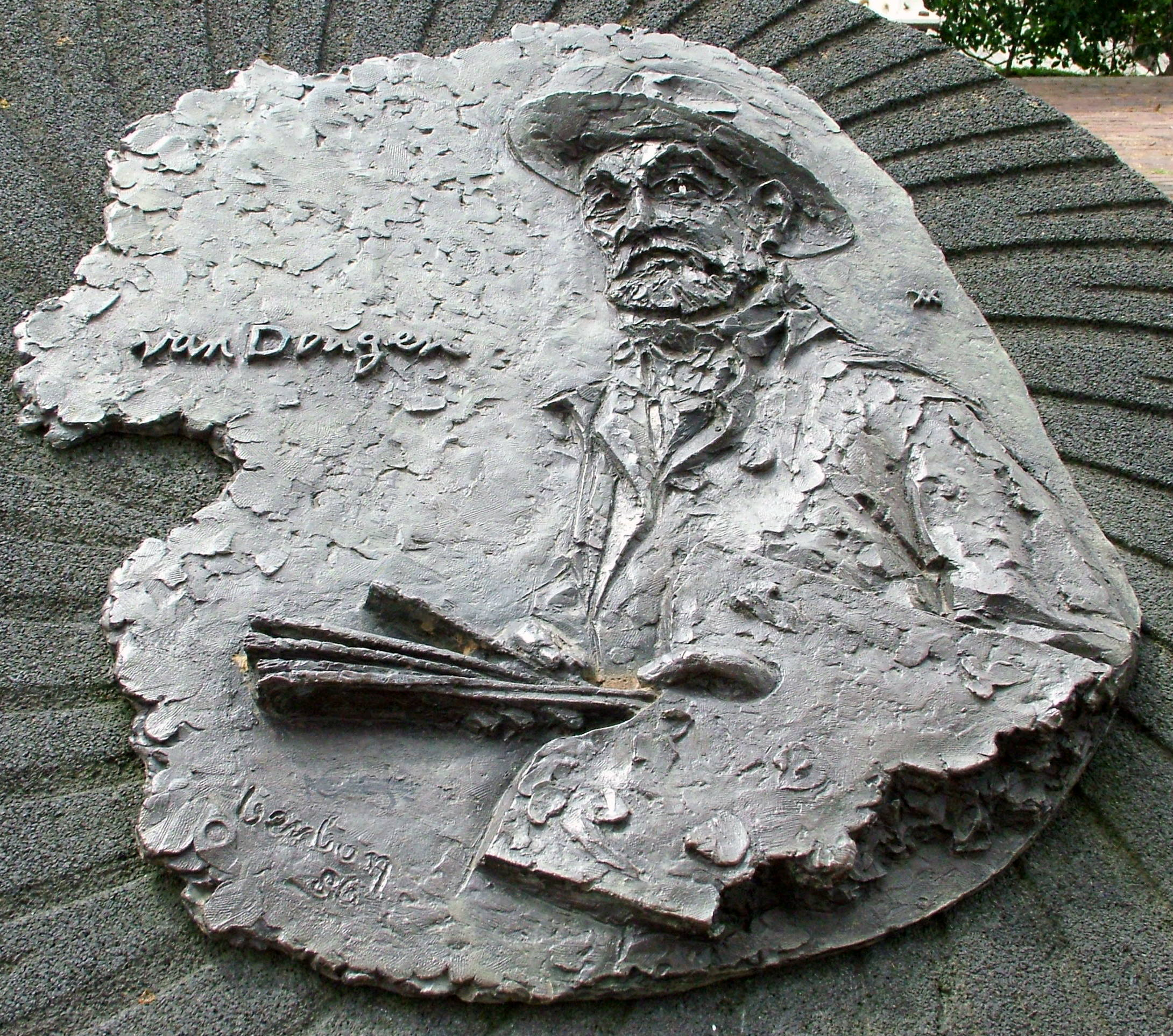
Willem Verbon: reliëf ter ere van Van Dongen in Rotterdam-Delfshaven (1986)

Cornelis Theodorus Maria (Kees) van Dongen (Delfshaven, 26 januari 1877 – Monte Carlo, 28 mei 1968) was een in Nederland geboren kunstschilder, die een groot deel van zijn leven in Frankrijk heeft gewoond. Met zijn werk was hij de belangrijkste Nederlandse vertegenwoordiger van het fauvisme en een van de belangrijkste portretschilders van zijn tijd.

## Levensloop
Van Dongen was het tweede van vier kinderen in een katholiek gezin afkomstig uit Noord-Brabant. Zijn vader Jan van Dongen werkte in een mouterij. Kees van Dongen bracht zijn jeugd in Rotterdam door. Al vroeg werd zijn tekentalent ontdekt, maar geld om hem te laten studeren was er niet. Hij moest vanaf zijn veertiende zelf de kost verdienen. Hij volgde wel avondlessen aan de Rotterdamse Academie van Beeldende Kunsten en Technische Wetenschappen - de tegenwoordige Willem de Kooning Academie - van 1892 tot 1897, maar die bevielen hem niet. Hij betrok in Rotterdam een kamer boven het atelier van de schilder Martinus Schildt.
In 1897 vertrok hij voor een eerste keer naar Parijs. Tussen 1898 en 1899 keerde hij tijdelijk terug en vestigde zich in een atelier aan de Batavierenstraat te Rotterdam. Hierna vestigde hij zich opnieuw in Parijs en op 11 juni 1901 trouwde Van Dongen met Augusta (Guus) Preitinger, die hij nog kende van de Rotterdamse Academie. Het huwelijk vond plaats voor de kerk, hoewel van Dongen tegen dan uitgesproken atheïst was. Ze kregen een dochter, Dolly. Hij voorzag in zijn onderhoud als huisschilder, sjouwer en als illustrator voor satirische tijdschriften. Vanaf 1903 begon hij naam te maken als schilder. In dat jaar werd een eerste werk van hem tentoongesteld. In 1904 werden werken van hem tentoongesteld bij de kunsthandelaar Ambroise Vollard en het volgende jaar bij Eugène Druet. In 1905 verhuisde het jonge gezin naar de Bateau-Lavoir in Montmartre, waar het de vriendenkring rond Pablo Picasso en diens toenmalige vriendin Fernande Olivier leerde kennen. In 1907 verhuisde Van Dongen naar de rue Lamarck. Hij exposeerde bij Daniel-Henry Kahnweiler en bij de Galerie Bernheim-Jeune. Dankzij zijn contract met die laatste galerij was Van Dongen verlost van financiële zorgen. Hij verhuisde in 1909 naar de rue Saulnier en kon buitenlandse reizen maken naar Nederland, Italië, Spanje, Marokko en Egypte. In 1912 verhuisde hij zijn atelier naar Montparnasse, in de rue Denfert-Rochereau. Die wijk vormde het nieuwe culturele centrum van Parijs. Van Dongen werd een societyfiguur die druk bezochte feesten organiseerde. Dankzij tentoongesteld werk in het buitenland begon hij ook internationaal naam te maken.
In 1916 maakte hij kennis met Léo Jasmy, commercieel directeur van het modehuis Jenny. Deze nieuwe relatie zorgde voor het einde van de relatie van Van Dongen met de Italiaanse markiezin Luisa Casati maar ook voor het huwelijk met Guus Preitinger. Zij verbleef gedurende de Eerste Wereldoorlog met haar dochter in Nederland terwijl hij in Parijs bleef. In 1921 scheidden Van Dongen en Preitinger.
Na het aflopen van zijn zevenjarig contract met de Galerie Bernheim-Jeune besloot Van Dongen om voortaan buiten de kunsthandel zijn werk te verkopen. In 1920 hield hij een eerste verkoopexpositie in zijn nieuwe woning, de Villa Saïd waarheen hij in 1917 was verhuisd. In 1922 verhuisde hij met Jasmy naar een herenhuis in de rue Juliette-Lamber. Deze exposities groeiden uit tot societyevenementen. Rijke en bekende personen betaalden hoge bedragen om door Van Dongen te worden geportretteerd. Hij trok veel op met de Japanse schilder Tsuguharu Foujita en de modeontwerper Paul Poiret. In 1929 werden twee van zijn werken getoond in het Palais du Luxembourg. In hetzelfde jaar verkreeg hij het Franse staatsburgerschap.  De beurscrash van 1929 maakte een einde aan deze Dwaze Jaren. Van Dongen bleef een veelgevraagd portrettist maar de gouden jaren waren voorbij. De relatie met Jasmy liep ook op haar einde, al bleven de twee voorlopig in hetzelfde huis wonen. Na de breuk kocht Van Dongen een villa buiten de stad in Garches en leefde een tijd samen met Alicia Alanova en Ariana Godeonov. In 1934 huurde hij een studio in de rue de Courcelles in Parijs om dichter bij zijn cliënteel te kunnen werken. In 1938 ontmoette hij Marie-Claire Huguen (1915-2017), met wie hij in 1940 een zoon kreeg, Jean-Marie. Hij huwde pas met Marie-Claire in 1953.
In november 1941 reisde Van Dongen samen met andere Franse kunstenaars naar Duitsland op uitnodiging van de Duitse beeldhouwer Arno Breker. Tot een geplande ontmoeting met Adolf Hitler kwam het niet maar deze reis werd de aanwezigen erg aangerekend. Over zijn motieven om deel te nemen aan deze controversiële reis bleef Van Dongen altijd vaag. Het gevolg was wel dat Van Dongen na de oorlog een tijdlang werd geweerd van exposities. Marie-Claire verhuisde naar Monte Carlo terwijl Van Dongen zijn tijd verdeelde tussen tussen Parijs, Monte Carlo (in de winter) en Deauville. Van Dongen bezocht badstad Deauville voor het eerst in 1913 en gedurende vijftig jaar bracht hij hier meestal de zomermaanden door. Daarnaast bezocht hij regelmatig Cannes en Venetië.
De terugvallende verkoop voor, tijdens en na de oorlog zorgde ervoor dat Van Dongen weer actief werd als illustrator. Het ging om illustraties bij werken van vooraanstaande schrijvers als Proust, Baudelaire, Colette, Anatole France en Kipling, maar ook om meer commerciële opdrachten, zoals affiches, menu's en een catalogus voor een wijnhuis. Tegen het einde van de jaren 1940 begonnen de opdrachten voor portretten weer binnen te lopen. Een van zijn bekendste modellen was Brigitte Bardot, die hij twee keer portretteerde.
In 1963 bezocht Van Dongen voor de laatste maal Deauville en in 1965 zegde hij de huur van zijn studio in de rue de Courcelles in Parijs op. Hij trok zich terug in Monte Carlo. Hij was te zwak om de publieke vieringen naar aanleiding van zijn negentigste verjaardag bij te wonen. Toen hij in 1968 in een kliniek in Monte Carlo overleed was hij 91 jaar oud.

## Werk en artistieke ontwikkeling
Van Dongens geschilderd oeuvre is erg omvangrijk.
Hij begon zijn werk te exposeren in Parijs, onder andere op de geruchtmakende tentoonstelling van 1905 in de Salon d'Automne met onder anderen Henri Matisse. De heldere kleuren waarvan deze groep kunstenaars zich bediende, leverde hun de bijnaam Les Fauves ('Wilde Beesten') op. Van Dongen was ook korte tijd lid van de Duitse expressionistische groep Die Brücke. Van de Fauves waren Van Dongen zelf, Henri Matisse, André Derain, Maurice de Vlaminck en Albert Marquet de leidende figuren. Kenmerkend voor zijn werk zijn de primitief aandoende vormen en de felle, ongemengde kleuren. Van Dongens fauvistische periode (ongeveer van 1906 tot 1913) wordt door velen gezien als zijn artistiek hoogtepunt.
Van Dongen staat bekend om zijn vele schilderingen van het vrouwelijk naakt. Het schilderij Torse (1905) waarvoor zijn vrouw model stond, betekende het begin van een reeks uitdagende, sensuele werken. Niet alleen zijn vrouw en Fernande Olivier poseerden voor hem, ook zijn minaressen Nini (een verkoopster uit de Folies Bergère) en Anita (een zigeunerin) poseerden voor naakten in gedurfde, wellustige poses. Voor hem was de vrouw 'het mooiste landschap': de vrouw was zijn muze.
Later in zijn loopbaan (na 1918, in zijn mondaine periode) legde hij zich vooral toe op het schilderen van portretten van de Parijse society. De roerige jaren 1920 vormden Van Dongens topperiode op commercieel gebied. De economische crisis had een negatieve invloed op de verkopen.
De jaren 1939-1949 vormden een dieptepunt in de carrière van Van Dongen. Tijdens de oorlog schilderde hij weinig en hield hij zich voornamelijk bezig met zijn zoontje. De relatie met Marie-Claire was stormachtig en in 1944 verliet ze hem enige tijd, wat zijn productie helemaal deed stoppen. Bovendien verliep de verkoop van zijn werk veel minder vlot. Zijn reis naar Duitsland tijdens de oorlog werd de schilder kwalijk genomen en critici wezen op de mindere kwaliteit van sommige aangeboden schilderijen.
Tussen 1953 en 1959 beleefde hij een laatste glorietijd als portrettist, al liep zijn productie geleidelijk aan terug. Van Dongen was toen al over zijn hoogtepunt. Zijn sociale en commerciële activiteiten gingen, zo oordelen de meeste deskundigen, ten koste van het artistieke niveau dat hij in zijn jonge jaren had gehaald. Door zijn teruglopende krachten werden zijn werken kleiner van formaat.

### Werk als illustrator
Door het karikaturale aspect van zijn werk was Van Dongen een veelgevraagd illustrator. In zijn beginjaren gebeurde dit voornamelijk om den brode. Vooral na de Tweede Wereldoorlog was hij een veelgevraagd illustrator. In zijn tekeningen is het schematiserende, het decoratieve en het mondaine aspect van zijn schilderwerk terug te vinden. Voor zijn illustraties hernam Van Dongen herhaaldelijk thema's van eerdere schilderijen.